# Александров, Александр (космонавт)
Алекса́ндр Панайо́тов Алекса́ндров (болг. Александър Панайотов Александров, род. 1 декабря 1951, Омуртаг, Тырговиштская область) — болгарский военный лётчик и космонавт, совершил один космический полёт 7—17 июня 1988 года на космических кораблях «Союз ТМ-5» (старт) и «Союз ТМ-4» (посадка) по программе «Шипка». Герой Народной Республики Болгария (1988). Герой Советского Союза (1988).

## Образование
- 1969 — окончил среднюю школу.
- 1974 — окончил высшее народное военно-воздушное училище им. Георгия Бенковского в Долни Метрополии.

## Военная служба
- с 1974 по 1978 — служил лётчиком-истребителем ВВС Болгарии
- 1974 — присвоено звание лейтенант
- 1978 — присвоено звание старший лейтенант
- полковник запаса
- 2002 — присвоено звание бригадного генерала (в запасе)

## Космическая подготовка
- 1977 — отобран в качестве одного из двух кандидатов на советско-болгарский космический полёт по программе «Интеркосмос». В марте 1978 года прибыл в ЦПК им. Ю. А. Гагарина для прохождения ОКП. Получил назначение в дублирующий экипаж космического корабля «Союз-33». Полёт в космос совершил Георгий Иванов (Какалов), но полёт закончился аварийно и программа выполнена не была.

- 1986 — принято решение о проведении новой советско-болгарской программы «Шипка». Болгарская сторона за участие в полёте обязалась поставить научного и технического оборудования на сумму 7 миллионов «инвалютных левов» (по курсу на то время примерно 14 миллионов долларов США).

- 1987 — приступил к подготовке в качестве одного из двух кандидатов на новый советско-болгарский космический полёт (совместно с Красимиром Стояновым), а его брат, Пламен Александров, также участвовавший в финальном отборе, был отклонён по здоровью. Прошёл повторный курс подготовки в ЦПК им. Гагарина. Получил назначение в основной экипаж КК «Союз ТМ-5»

## Космический полёт
- 7 июня 1988 — стартовал на космическом корабле «Союз ТМ-5» в качестве космонавта-исследователя в составе экипажа совместно с В. Я. Соловьёвым (командир корабля) и В. П. Савиных (бортинженер). Стал 206-м человеком, побывавшим в космосе, и вторым из Болгарии.
- 9 июня — проведена стыковка со станцией «Мир», где работал экипаж четвёртой основной экспедиции В. Г. Титов и М. Х. Манаров. Была выполнена программа совместного полёта, включавшая 59 экспериментов, подготовленных болгарской стороной.
- 17 июня 1988 — возвращение на Землю на космическом корабле «Союз ТМ-4».

- Продолжительность полёта составила 9 суток 20 часов 09 минут.

## Профессиональная деятельность после полёта
- 1983 — назначен заместителем директора Центральной лаборатории космических исследований (ныне — Институт космических исследований) при Академии наук Болгарии.
- В 1990-е начал заниматься авиаперевозками, стал совладельцем небольшой авиакомпании.
- В настоящее время живёт в Софии, является представителем российской Самолётостроительной корпорации «МиГ» в Болгарии.

## Общественная деятельность
- Баллотировался в депутаты Великого народного собрания Республики Болгария, но избран не был.
- Работал председателем оргкомитета по выдвижению кандидатуры Болгарии на проведение Зимних Олимпийских игр 2014 года.
- Член Международного попечительского совета Всемирной Энциклопедии Путешествий с 2015 года.

## Научные степени и звания
- 1983 — окончил аспирантуру в Институте космических исследований Академии Наук СССР в Москве и защитил диссертацию на соискание ученой степени кандидата технических наук.
- в начале 1990-х работал над докторской диссертацией по космической тематике.
- имеет степень доктора наук.

## Награды и звания
- 1988 — Герой Советского Союза, кавалер ордена Ленина.
- 1988 — Герой Народной Республики Болгария, кавалер ордена Георгия Димитрова.
- 2003 — орден «Стара Планина» первой степени в связи с 15-летием второго советско-болгарского полёта.
- 2003 — Орден Общественного признания и величия (Национальная академия наук Украины)[1].
- 2011 — Медаль «За заслуги в освоении космоса» (12 апреля 2011 года, Россия) — за большой вклад в развитие международного сотрудничества в области пилотируемой космонавтики[2]
- 2019 — Орден «За военные заслуги» первой степени
- Военный лётчик первого класса
- Заслуженный лётчик
- Лётчик-космонавт Болгарии